# Watonga
La ville de Watonga est le siège du comté de Blaine, dans l’État de l’Oklahoma, aux États-Unis. Sa population s’élevait à 5 111 habitants lors du recensement de 2010, estimée à 2 946 habitants en 2016.

## Source
- (en) Cet article est partiellement ou en totalité issu de l’article de Wikipédia en anglais intitulé « Watonga, Oklahoma » (voir la liste des auteurs).